# Широбоково (Московская область)
Широбоково — деревня в Зарайском районе Московской области, в составе муниципального образования сельское поселение Гололобовское (до 28 февраля 2005 года входила в состав Гололобовского сельского округа), деревня связана автобусным сообщением с райцентром и соседними населёнными пунктами.

## География
Широбоково расположено на севере района, в 11 км на север от Зарайска, на запруженной реке Уница, правом притоке реки Осётр, у границы с Луховицким районом, высота центра деревни над уровнем моря — 156 м.

## Население
| 2002 | 2006 | 2010 |
| ---- | ---- | ---- |
| 13   | ↘6   | ↘5   |

## История
Широбоково впервые в исторических документах упоминается в перечне приходов Радушинской церкви в 1762 году. В 1790 году в деревне числилось 25 дворов и 204 жителя, в 1858 году — 84 двора и 454 жителя, в 1906 году — 71 двор и 580 жителей. В 1932 году был образован колхоз им. 1-го Мая, с 1950 года в составе колхоза «Светлый путь», с 1960 года — совхоз «Вперёд к коммунизму».